# Uno Häggman
Uno Häggman (Uno Adolf Häggman, später Uuno Tuomela; * 23. März 1882 in Sankt Petersburg; † 18. März 1936 in Viipuri) war ein finnischer Sprinter, Weitspringer, Diskuswerfer, Speerwerfer und Zehnkämpfer.
Bei den Olympischen Zwischenspielen 1906 in Athen wurde er Vierter im Fünfkampf und Neunter im Speerwurf. Im Standweitsprung kam er auf den 28. Platz, und über 100 m schied er im Vorlauf aus. Seine Platzierung im Diskuswurf ist nicht überliefert.

## Persönliche Bestleistungen
- 100 m: 11,3 s, 1904
- Diskuswurf: 32,52 m, 1906
- Speerwurf: 44,85 m, 9. Oktober 1904, Viipuri